# Семилетов, Игорь Петрович
И́горь Петро́вич Семиле́тов (род. 10 июня 1955) — российский океанолог, член-корреспондент РАН, доктор географических наук. Основатель и заведующий лабораторией арктических исследований Тихоокеанского океанологического института ДВО РАН. Научный руководитель международной научно-образовательной лаборатории исследования углерода арктических морей Томского политехнического университета, созданной в рамках российской программы «мегагрантов». Заведующий лабораторией комплексных исследований Арктической системы «суша-шельф» Томского государственного университета. Член научного совета по проблемам изучения Арктики. Ассоциированный профессор Университета Аляска Фэрбанкс (University Alaska Fairbanks). Организатор и начальник 50 комплексных арктических экспедиций. Исследовал цикл углерода в системе «атмосфера-суша-шельф» восточной Арктики, глобальное потепление в Арктике. Патентообладатель. Автор более трехсот научных публикаций.
Заявлял в 2023, что "пока значительная часть российских климатологов молится на IPCC... деньги на климатические исследования будут расходоваться нерационально", а также, что "сторонники антропогенной парадигмы (изменения климата - прим.)" якобы "при создании в конце 1980-х годов International Panel for Climate Change (IPCC) убрали из рассмотрения (климатических моделей - прим.) климатическую роль геологического фактора".